# 狼山江之战
狼山江水戰，是五代十國時吳越國擊敗楊吳的一場戰役。

## 過程
吴越贞明五年（919年）三月，后梁诏吴越王钱镠大举讨楊吴。钱镠派儿子诸军都指挥使钱传瓘率大小龙形战舰五百艘，经東海沿长江進攻楊吴都城扬州。楊吴派舒州刺史彭彦章及裨将陈汾率軍抵抗。四月，双方于狼山江（今江苏南通市南）交戰。
杨吴的战舰四百余艘，东下抵挡吴越军。吴军顺流而下，乘风而进到达狼山，正好和吴越军相遇，但当时风大，杨吴军来不及停船，吴越的战舰以为他们要同归于尽，连忙躲避到两旁，看到杨吴的战舰穿梭而过，吴越才明白是他们停不住。于是钱元瓘下令鼓角齐鸣，从后面追击而来，吴军只好回船与吴越对抗。此时吴越军位于上风口，吴军位于下风口。
吴越軍隊的船上裝有灰、豆和沙，他們顺风扬灰，使得楊吴军無法張開眼睛。待吳越軍靠近楊吴軍船隻时，钱传瓘下令水军将沙撒在自己船上，将豆撒在楊吴軍船上，結果楊吴踩在豆子上後摔跤跌倒，吴越军趁機放火燒毀楊吴船隻，楊吴大敗。彭彦章奋力作战，兵器用完了就用木头继续作战，身上受伤数十处，陈汾却按兵不救，自己逃跑了。彭彦章知道自己难以幸免，就自杀了。钱传瓘俘获吴裨将七十人，斩首千余级，生擒士卒千余人，焚战舰四百艘。从江到岸数千里都被血染成殷红色。杨隆演得知戰敗後大怒，將陈汾诛杀，籍没其家产，将一半赐给彭彦章家，奉养彭彦章妻儿终身。吴越得胜后，钱传瓘也以功被奏授镇海军节度副使、检校司徒。
它是人类历史上第一次使用火药的战争。

## 后续
杨吴的军队惨败后，徐温自己亲自率领大军屯守无锡，准备拦截敌军，然后派遣大将陈璋，率领敌军从海门绕道，准备从后方断敌归路，此时吴越的军队趁胜进兵来到无锡，和徐温对峙。当时虽然是秋天，但是天气依然炎热，徐温中暑，不能指挥，吴军立马从军中找到一个和徐温相似的人冒充徐温来指挥大军，以此来稳定军心，徐温才得以休养。吴越军看到这样对峙也不是长久之计，就下令猛攻杨吴军的中军，这时候的徐温病已经好了大半，他亲自出战。徐温看到烈日暴晒下岸边的芦苇已经发黄枯萎，又赶上西北风刮了起来，正好可以趁势放火，于是带着军士，带着火炬，四散纵火，大火随着风势迅速蔓延开来，吴越军处在下风口，看着火势朝着自己的方向吹来，吓得四处躲避，徐温趁此出击，斩杀万余人，吴越死伤数员大将，只有钱传瓘带着残兵逃走，逃到香山的时候，又被杨吴大将陈璋拦住，吴越军拼死才杀出一条血路，逃回了吴越，所带水师，也损失殆尽。
徐温命令收兵回镇，徐知诰这时候前来献计，请求带领步兵两千，穿上吴越的衣服，打着吴越的旗号，谎称自己是逃回来的，向东偷袭苏州，徐温说道：“你的计策非常巧妙，但是我现在只想休兵养民，现在敌人已经逃走，没有必要再多结仇怨。”其他将领又劝谏道，吴越所依仗的就是他们的水师，现在他们的水师被杨吴的军队消灭了不少， 加上天气干旱水少，战船不方便行驶，正是消灭吴越水军的好时机。徐温依旧拒绝了：“现在天下大乱已经很多年了，百姓的日子困苦至极，吴越王钱镠也不是个简单的人，如果我们连年用兵，反而会给我们带来很多累赘，现在我们已经得胜，他们已经恐惧了我们，我们收兵后，再表示互惠互利，让两地人民，能够安居乐业，双方的君臣也可以高枕无忧，这岂不是美事！多杀一些有什么益处呢？”于是徐温上书给吴王杨隆演，派遣使节通好吴越，吴越王钱镠也同意和解，于是两地休兵养民，杨吴和吴越二十年没有发生过战事。